# Michaela Breeze
Michaela Alicia Breeze (Watford, 17 de mayo de 1979) es una deportista británica que compitió en halterofilia. Ganó una medalla de bronce en el Campeonato Europeo de Halterofilia de 2003, en la categoría de 58 kg.

## Palmarés internacional
| Campeonato Europeo | Campeonato Europeo | Campeonato Europeo | Campeonato Europeo |
| Año                | Lugar              | Medalla            | Categoría          |
| ------------------ | ------------------ | ------------------ | ------------------ |
| 2003               | Lutraki (Grecia)   | Medalla de bronce  | 58 kg              |